# Мехтхилд графиня фон Вюртемберг
Мехтхилд (Луитгард) фон Вюртемберг (на немски: Mechthild (Luitgard) von Württemberg; * пр. 1264; † 24 юни 1284) е графиня от Вюртемберг и чрез женитба графиня на Льовенщайн.

## Живот
Дъщеря е на граф Улрих I фон Вюртемберг Дарителя († 1265) и първата му съпруга маркграфиня Мехтхилд фон Баден († 1258), дъщеря на маркграф Херман V фон Баден († 1243) и пфалцграфиня Ирменгард при Рейн († 1260) и роднина на император Фридрих Барбароса. Нейният баща се жени втори път 1259/1260 г. за Агнес от Силезия-Лужица (1242 – 1265) от род Пясти.
Сестра е на Улрих II (1254 – 1279) и Агнес (пр. 1264 – 1305) и полусестра на Ирмгард (пр. 1264 – пр. 1278) и Еберхард I (1265 – 1325).
Мехтхилд (Луитгард) фон Вюртемберг се омъжва през ноември 1282 г. за граф Албрехт I фон Шенкенберг-Льовенщайн († 11 юни 1304), извънбрачен син на римско-немския крал Рудолф I Хабсбургски (1218 – 1291) и Ида от фамилията на фрайхерен и шенкен фон Шенкенберг в Ааргау. Той е полубрат на император Албрехт I (1255 – 1308) и херцог Рудолф II Австрийски (1270 – 1290). Бракът е бездетен.
Нейният съпруг Албрехт I фон Шенкенберг-Льовенщайн се жени втори път на 24 юни 1284 г. за Лиутгарда фон Боланден († 18 март 1325).